# Ягницкое сельское поселение
Ягницкое сельское поселение — упразднённое сельское поселение в составе Череповецкого района Вологодской области.
Центр — деревня Ягница.
Образовано 1 января 2006 года в соответствии с Федеральным законом № 131 «Об общих принципах организации местного самоуправления в Российской Федерации».
В состав сельского поселения вошли Большедворский (ОКАТО 19 256 820) и Ягницкий (ОКАТО 19 256 886) сельсоветы.
Законом Вологодской области от 28 апреля 2015 года № 3632-ОЗ, Коротовское, Николо-Раменское и Ягницкое сельские поселения преобразованы, путём объединения, в сельское поселение Уломское с административным центром в деревне Коротово.
По данным переписи 2010 года население — 1026 человек.

## География
Расположено на юго-западе района. Граничит:
- на севере с Николо-Раменским и Мяксинским сельскими поселениями,
- на востоке с Рыбинским водохранилищем, Мяксинским сельским поселением,
- на юге с Ярославской областью,
- на западе с Тверской областью (граница проходит по Рыбинскому водохранилищу).

Территория сельского поселения расположена между двумя рукавами Рыбинского водохранилища, по ней протекают реки Искра, Чимсора, Ветка, Вочкомка, расположены озёра Искорское, Мороцкое, Згонское, Хотавец, Дубровское, Дорожив.
Площадь поселения 3120 км². Протяженность с севера на юг 88,4 км, с запада на восток 35,3 км. По территории поселения проложено 129 км дорог (из них 25 км гравийных и 104 км грунтовых), 23 моста. Центра поселения деревня Ягница находится на расстоянии 110 км от районного центра. Организовано автобусное сообщение от Череповца до Большого Двора, Острова, Плосково (через Ягницу).

## Экономика
Ваучское лесничество занимается заготовкой древесины, на территории ООПТ Дарвинский заповедник ведётся природоохранная, научно-исследовательская деятельность.
Работают 4 почтовых отделения (Пленишник, Плосково, Большой Двор, Ягница), 2 автоматизированные телефонные станции (Большедворская и Ягницкая), базовая станция ОАО «Мегафон».
Ягницкая средняя школа и Большедворская основная школа; Ягницкий детский сад; Ягницкий, Пленишниковский, Борокский, Мороцкий фельдшерско-акушерские пункты. В Ягницкое социально-культурное объединение входят Ягницкий ДК, Ягницкая библиотека, Пленишниковский и Плосковский клубы, Большедворская библиотека, работают кружки и клубные объединения для детей и взрослых.

## Населённые пункты
В 1999 году был утверждён список населённых пунктов Вологодской области. Согласно этому списку в Большедворский сельсовет входило 15 населённых пунктов, в Ягницкий — 9. С тех пор состав этих сельсоветов не менялся.
В состав сельского поселения входило 24 населённых пункта, в том числе
23 деревни,
1 село.
Крупнейшие из них деревни Ягница (388 человек), Большой Двор (120 человек), Борок (101 человек), Плосково (97 человек), Пленишник (85 человек).
| Населённый пункт     | ОКАТО          | Рег. номер | Расстояние до районного центра, км | Расстояние до центра поселения, км | Индекс | Координаты                      |
| -------------------- | -------------- | ---------- | ---------------------------------- | ---------------------------------- | ------ | ------------------------------- |
| деревня Большой Двор | 19 256 820 001 | 7421       | 120                                | 10                                 | 162725 | 58°42′38″ с. ш. 37°43′27″ в. д. |
| деревня Борок        | 19 256 886 002 | 7879       | 160                                | 50                                 | 162724 | 58°32′35″ с. ш. 37°32′40″ в. д. |
| деревня Васюково     | 19 256 820 002 | 7422       | 121                                | 11                                 | 162725 | 58°42′14″ с. ш. 37°44′14″ в. д. |
| деревня Глинское     | 19 256 886 003 | 7880       | 133                                | 23                                 | 162724 | 58°40′01″ с. ш. 37°20′38″ в. д. |
| деревня Григорьево   | 19 256 820 003 | 7423       | 124                                | 14                                 | 162725 | 58°44′44″ с. ш. 37°44′40″ в. д. |
| деревня Еврасово     | 19 256 820 004 | 7424       | 137                                | 17                                 | 162725 | 58°41′16″ с. ш. 37°47′40″ в. д. |
| деревня Ионово       | 19 256 820 005 | 7425       | 133                                | 13                                 | 162725 | 58°44′18″ с. ш. 37°44′43″ в. д. |
| деревня Искра        | 19 256 820 006 | 7426       | 125                                | 15                                 | 162725 | 58°45′37″ с. ш. 37°42′25″ в. д. |
| деревня Козлово      | 19 256 820 007 | 7427       | 119                                | 9                                  | 162725 | 58°42′57″ с. ш. 37°42′37″ в. д. |
| деревня Лоша         | 19 256 886 004 | 7881       | 141                                | 31                                 | 162724 | 58°37′41″ с. ш. 37°29′30″ в. д. |
| деревня Михеево      | 19 256 820 008 | 7428       | 119                                | 9                                  | 162725 | 58°44′35″ с. ш. 37°41′13″ в. д. |
| село Муравьево       | 19 256 820 009 | 7429       | 140                                | 30                                 | 162725 | 58°42′48″ с. ш. 37°57′47″ в. д. |
| деревня Мышкино      | 19 256 886 005 | 7882       | 125                                | 15                                 | 162724 | 58°43′20″ с. ш. 37°20′41″ в. д. |
| деревня Никулино     | 19 256 820 010 | 7430       | 123                                | 13                                 | 162725 | 58°41′54″ с. ш. 37°45′11″ в. д. |
| деревня Новая Ягница | 19 256 886 006 | 7883       | 113                                | 3                                  | 162724 | 58°44′31″ с. ш. 37°29′23″ в. д. |
| деревня Остров       | 19 256 820 011 | 7431       | 128                                | 18                                 | 162710 | 58°40′48″ с. ш. 37°49′19″ в. д. |
| деревня Петряево     | 19 256 820 012 | 7432       | 117                                | 7                                  | 162725 | 58°43′51″ с. ш. 37°40′53″ в. д. |
| деревня Пленишник    | 19 256 886 007 | 7884       | 120                                | 10                                 | 162724 | 58°43′06″ с. ш. 37°24′23″ в. д. |
| деревня Плосково     | 19 256 886 008 | 7885       | 135                                | 25                                 | 162724 | 58°36′48″ с. ш. 37°25′25″ в. д. |
| деревня Раменье      | 19 256 886 009 | 7886       | 130                                | 20                                 | 162724 | 58°39′15″ с. ш. 37°23′06″ в. д. |
| деревня Старое       | 19 256 820 013 | 7434       | 142                                | 32                                 | 162725 | 58°43′25″ с. ш. 37°57′32″ в. д. |
| деревня Ступино      | 19 256 820 014 | 7433       | 136                                | 16                                 | 162725 | 58°43′44″ с. ш. 37°46′20″ в. д. |
| деревня Шепелево     | 19 256 820 015 | 7435       | 134                                | 14                                 | 162725 | 58°41′33″ с. ш. 37°46′10″ в. д. |
| деревня Ягница       | 19 256 886 001 | 7878       | 120                                | —                                  | 162724 | 58°44′19″ с. ш. 37°33′02″ в. д. |